# 하세가와 데루
하세가와 데루(일본어: 長谷川 テル, 중국어 간체자: 绿川 英子, 정체자: 綠川 英子, 병음: Lǜchuān Yīngzĭ, 1912년 3월 7일 ~ 1947년 1월 10일)은 일본의 항일운동가이자 에스페란티스토이다. 중국에서 일본 제국의 중국 침략을 반대하는 운동을 펼쳤다. 베르다 마요(에스페란토: Verda Majo, 푸른 5월)라는 필명을 사용하였다.

## 생애

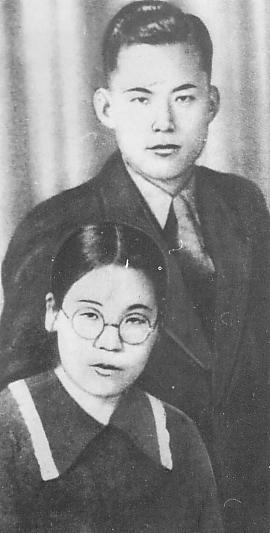
하세가와와 남편 류런

1912년 야마나시현에서 태어났다. 1932년 에스페란토를 배웠다. 1936년 봄 에스페란토 운동을 통해 중국에서 온 유학생 류런(중국어 간체자: 刘仁, 정체자: 劉仁, 병음: Liú Rén)을 알게 되었고, 같은 해 가을에 결혼하였다. 1937년 4월 19일 상하이로 이사하였다. 이에 대하여 예라이스(叶籁士, 필명 에스페란토: Ĵelezo 젤레조)는 다음과 같이 적었다.
그가 중국인과 결혼한 것은 당시 일본 사회에서 부정적으로 받아들여졌다. 심지어 스스로를 ‘혁명가’라고 불렀던 가지 와타루(일본어: 鹿地 亘)조차도 이에 대하여 비아냥거렸고, 베르다 마요에게 신랄한 조롱을 서슴지 않았다. 그는 조국에서 아무런 지지를 받지 못했다.
Ŝian edziniĝon al ĉino oni rigardis kun malestimo en tiama japana socio. Eĉ ŝia samlandano Kazi Wataru, kiu nomis sin revoluciulo, ne povis reteni sian sarkasmon koncerne ĉi tiun aferon, direktante al Verda Majo akrajn mokvortojn. Nenian subtenon ŝi trovis en la hejmo.

상하이에서 계속 에스페란토 관련 활동을 하였으며, 중국 프롤레타리아 에스페란티스토 연합(에스페란토: Ĉina Proleta Esperantista Unio) 및 상하이 에스페란티스토 협회(Ŝanghaja Esperantista Ligo)에 참여하였다. 1937년 12월 하세가와와 류런은 광둥에, 1938년 7월에는 우한에 도착하였고, 1940년 여름부터 중국 국민당 국제 홍보부에서 활동하였다. 1938년 겨울에는 충칭으로 대피하였고, 《Heroldo de Ĉinio》에 기고하기 시작하였다. 1945년에는 하얼빈으로, 그 뒤 자무쓰 시로 이사하였다.
이 동안 하세가와는 일본의 중국 침략에 반대하는 라디오 방송을 하였는데, 유창한 일본어로 계속되는 반일 방송은 일본의 제국주의자들을 분노하게 만들었다. 하세가와는 당시 도쿄의 신문에서 "달콤한 목소리의 매국노"로 비난받았고, 하세가와의 아버지는 목숨을 위협하는 편지를 받기도 했다. 그러나 충칭에서 저우언라이는 직접 하세가와를 칭송하기도 하였다.
1947년 1월 10일 낙태로 인한 감염으로 사망하였다. 같은 해 4월 22일 남편 류런도 병사하였다. 하세가와와 류런은 자무쓰시 순교자 묘지에 매장되어 있다.

## 저서
- 《늦봄에서의 이별》(에스페란토: Adiaŭo en malfrua printempo, 부다페스트)
- 《일본 문학사 소사전》(에스페란토: Historieto de japana literaturo, 오사카, 1952년)
- 《중국에서 싸우며》(에스페란토: En Ĉinio batalanta, 오사카, 1954년)
- 《폭풍 속에서 흘러나오는 속삭임》(에스페란토: Flustr’ el uragano, 중국 1941, 재판 Librejo Pirato, Osaka 1975)
- 《베르다 마요 전집》(에스페란토: Verkoj de Verda Majo, 베이징, 1982)

## 참고 문헌
- 山崎 朋子 (2012년 11월 6일). 《アジア女性交流史 昭和期篇》 (일본어). 岩波書店. ISBN 978-4-00-022072-9. 2014년 2월 26일에 원본 문서에서 보존된 문서. 2014년 2월 9일에 확인함.
  - 야마자키 도모코 (2013년 12월 9일). 《경계에 선 여인들: 역사의 급류에 휩쓸린 동아시아 여성들의 수난사》. 김경원 역. 다사헌. ISBN 979-1155780077. (한국어역)